# Black Country, New Road
Black Country, New Road es una banda de rock inglesa oriunda de Cambridge y activa desde 2018. El grupo se originó como un sexteto formado por Tyler Hyde (bajo y voz), Lewis Evans (saxofón, voz y flauta travesera), Georgia Ellery (violín), May Kershaw (teclado y voz), Charlie Wayne (batería) y Isaac Wood (guitarra y voz). Posteriormente se integró Luke Mark (guitarra) en el año 2019. Isaac Wood dejó de pertenecer a la banda en el año 2022.
Lanzaron su álbum debut For the First Time el 5 de febrero de 2021. Su segundo álbum de estudio Ants from Up There fue publicado el 4 de febrero de 2022. Un tercer álbum titulado Live At Bush Hall fue lanzado el 24 de marzo de 2023, el cual incluyó temas grabados en la presentación de la banda en el Bush Hall de Londres.

## Historia
Wood, Hyde, Evans, Ellery, Kershaw y Wayne, junto con Connor Browne y Jonny Pyke, eran miembros de Nervous Conditions; una banda de Cambridge, Reino Unido con doble batería y un sonido similar a Black Country, New Road, pero más improvisado. Se formaron en 2015 y en 2017 grabaron un álbum, provisionalmente titulado Zak's Anniversary. El álbum fue dejado de lado y se mantiene inédito a la fecha.  La banda se separó tras múltiples acusaciones de agresión sexual en contra de Browne a principios de 2018. El conjunto sin Browne (y sin la segunda batería de Pyke) volvió a reunirse al poco tiempo bajo el nombre Black Country, New Road; como una banda de seis integrantes en aquel momento. Actuaron varios espectáculos en vivo y obtuvieron un nivel pequeño de notoriedad en la escena underground de Londres. Su sencillo debut, 'Athens, France', fue lanzado el 18 de enero de 2019, y fue publicado en un lote de edición limitada a 250 sencillos de 7 pulgadas vía Speedy Wunderground.
La banda integró a su séptimo miembro, Luke Mark, entre el lanzamiento de 'Athens, France' y su segundo sencillo, 'Sunglasses'. Este segundo sencillo fue publicado el 25 de julio de 2019, vía Blank Editions, y tuvo tres diferentes ediciones de 7 pulgadas: la primera estuvo limitada a 500 copias y contaba con una fotografía ensamblada por la misma banda en la portada, el segundo; limitado a 250 copias, contaba con una portada que presentaba una banda de marcha, y el tercero; con un número desconocido de copias, contenía una fotografía de la banda ensamblando el prensado de la primera edición. El sencillo ganó la atención y aclamación de muchos críticos, incluyendo Stereogum.
El 28 de octubre de 2020, la banda anunció su álbum de debut, For The First Time, el cual fue publicado el 5 de febrero de 2021. Este anuncio estuvo respaldado por su tercer sencillo, "Science Fair", el cual no contó con copias físicas. Su cuarto sencillo, "Track X", fue lanzado el 11 de enero de 2021.
El 12 de octubre de 2021, la banda anunció su segundo álbum, Ants from Up There, y publicó el sencillo, 'Chaos Space Marine' con el anuncio. La versión deluxe del álbum incluyó adicionalmente un show de la banda en el Queen Elizabeth Hall presentado el 6 de marzo de 2021, donde tocaron For The First Time en su totalidad, junto con tres canciones de Ants from Up There: 'Mark's Theme', 'Bread Song' y 'Basketball Shoes'.
El 2 de noviembre de 2021, la banda liberó un segundo sencillo de su próximo álbum: Bread Song. La canción fue interpretada por primera vez el 6 de febrero de 2020, como parte de un livestream improvisado en Bandcamp, junto a un cover de Time to Pretend de MGMT. El 16 de noviembre de 2021 la banda anunció el EP de nombre Never Again, el cual incluye el antedicho cover de MGMT, así como covers de ABBA y Adele.
El 3 de noviembre de 2021, Black Country, New Road canceló su gira Europea debido a la enfermedad de un miembro del grupo. La banda lanzó el EP Never Again  el 3 de diciembre a través de Rough Trade Records, este estuvo limitado a 1,500 copias.
El 31 de enero de  2022, el vocalista principal y guitarrista, Isaac Wood, anunció su repentina salida de la banda; solamente cuatro días antes del estreno de Ants From Up There a través de las redes sociales de la banda, derivado de problemas de salud mental. Como resultado, la banda canceló la que sería su primera gira por Estados Unidos. Black Country, New Road anunció que los 6 miembros restantes de la banda ya estaban trabajando en nueva música, pues la salida de Wood estaba siendo anticipada mucho tiempo antes de que se anunciara. Por respeto a Wood, la banda no tocará en vivo ninguna de las canciones de los dos primeros álbumes; sin embargo, mencionaron que la puerta está abierta para él, en caso de que en el futuro decida regresar. Previo a la salida de Wood, Tyler Hyde apuntó que el próximo lanzamiento de la banda podría no ser un álbum de estudio: "Sé que no va a ser un álbum en su forma normal. Sería bueno poder trabajar con una orquesta; sería bueno hacer la música para una película. Esas son solo algunas de las ideas a las que estamos dándoles vuelta por el momento."
Así mismo, Hyde podría tomar el cargo como vocalista principal de la banda, compartiendo el rol con el resto de sus compañeros.
El 4 de febrero de 2022, la banda lanzó su segundo álbum de estudio, Ants From Up There, el cual incluyó un total de 10 canciones. 

### 2022–presente: Futuros trabajos
Tras la salida de Wood, la banda comenzó una gira por Europa en verano de 2022, así como un tour por Estados Unidos acompañanado a Black Midi. La banda presentó canciones nuevas e inéditas a lo largo de sus conciertos de 2022, las cuáles; según Lewis Evans, fueron canciones escritas específicamente para la gira y podrían no estar incluidas en un tercer álbum de estudio.
El 14 de noviembre de 2022, la banda lanzó un segundo EP de covers bajo el título Never Again Pt. 2, para celebrar el posicionamiento de Ants From Up There en la lista de los mejores álbumes del año de Rough Trade. El EP estuvo limitado a 1500 copias, e incluyó covers de artistas como Regina Spektor, Caroline Polachek, The Magnetic Fields, y Billie Eilish.
El 14 de febrero de 2023, la banda publicó un video a través de redes sociales, el cual incluía un adelanto con la leyenda "coming soon" de algo que sería lanzado al público el 20 de febrero de 2023. Posteriormente, se anunció que se trataba de Live at Bush Hall, una grabación de sus actuaciones en el reconocido Bush Hall, en Londres. El video de 52 minutos fue grabado en dos días diferentes, y estaba conformado enteramente por el material inédito que la banda estrenó durante sus conciertos de 2022, marcando el primer lanzamiento de música nueva tras la salida de Wood. Un álbum con las canciones de esta grabación fue lanzado el 24 de marzo de 2023 a través del sello Ninja Tune.

## Otros proyectos
La banda se presentó regularmente con el grupo de rock Black Midi, bajo el nombre Black Midi, New Road. El más reciente de estos shows fue en un evento de caridad  para el local The Windmill, en Brixton, el 10 de diciembre de 2020, y fue un livestream transmitido exclusivamente a través de la página de Bandcamp de The Windmill, con un coste de entrada al evento de £5. Geordie Greep, frontman de Black Midi, ha declarado que  probablemente habrá un álbum completo del conjunto bajo el seudónimo: “Si hay otra banda que es realmente buena en la misma ciudad, con la que además te llevas realmente bien, no hay razón alguna para no juntarse y  hacer algo decente. Solo tienes que asegurarte de no hacerlo solo porque si, y de que tienes una razón sólida para hacerlo.”
Ellery ha actuado y grabado como miembro del trío de folk de conservatorio 'Contours' y también en 'Happy Beigel Klezmer Orkester'; una banda de Klezmer formada durante sus estudios en la Guildhall School of Music and Drama. Junto a BCNR, Ellery es también una mitad del dúo de música electrónica experimental Jockstrap, quiénes actualmente tienen 2 EPs bajo Warp Records y un álbum de estudio titulado "I Love You Jennifer B". Georgia también colaboró con Jamie xx en una sesión de BBC Radio 3 el 30 de mayo de 2020. Hizo su debut actoral en la película de 2019 Bait, la cual ganó un Premio BAFTA por Debut Sobresaliente por un Escritor, Director o Productor Británico.
Wood colaboró con James Martin en el álbum titulado Good Dog vs.Bad Dog, bajo el alias The Guest.
Evans ha actuado y grabado como miembro del ensamble experimental 'Guildhall Military Orchestra'. También hizo un álbum homónimo bajo el alias Good With Parents, y tuvo participación en el sencillo de TRAAMS "The Greyhound".
Tyler Hyde actúa como solista bajo el nombre 'Tyler Cryde'. Es hija de Karl Hyde, integrante de Underworld.
Charlie Wayne era  baterista de la también banda británica, Ugly.

## Miembros

### Miembros principales
- Tyler Hyde – bajo, voz (2018–presente)
- Lewis Evans – saxofón, voz (2018–presente)
- Georgia Ellery – violín (2018–presente)
- May Kershaw – teclado, voz (2018–presente)
- Charlie Wayne – batería, segundas voces (2018–presente)
- Luke Mark – guitarra (2019–presente)

### Miembros de gira
- Nina Lim – violín (2021-presente. Toma el lugar de Georgia Ellery mientras esta se encuentra de gira con su 'side project' Jockstrap)

Antiguos miembros
- Isaac Wood– guitarra, voz (2018–2022)

Línea del tiempo

## Discografía

### Álbumes
| Título             | Detalles                                                                                              | Posición más alta listas de éxitos | Posición más alta listas de éxitos |
| Título             | Detalles                                                                                              | Reino Unido                        | AUS                                |
| ------------------ | --- | ---------------------------------- | ---------------------------------- |
| For the First Time | - Publicado: 5 de febrero de 2021 - Sello discográfico: Ninja Tune - Formato: LP, CD, casete, digital | 4                                  | 94                                 |
| Ants from Up There | - Publicado: 4 de febrero de 2022 - Sello discográfico: Ninja Tune - Formato: LP, CD, casete, digital | 3                                  | 6                                  |
| Live at Bush Hall  | - Publicado: 24 de marzo de 2023 - Sello discogáfico: Ninja Tune - Formato: LP, CD, digital           |                                    |                                    |
| Forever Howlong    | - Publicado: 4 de abril de 2025 - Sello Discográfico: Ninja Tune - Formato: LP, CD, casete, digital   |                                    |                                    |

### Sencillos
| Title                  | Year | Album                      |
| ---------------------- | ---- | -------------------------- |
| "Athen's, France"      | 2019 | Speedy Wunderground Year 4 |
| "Sunglasses"           | 2019 |                            |
| "Manchester xx/xx/20"  | 2020 |                            |
| "Science Fair"         | 2020 | For the First Time         |
| "Track X"              | 2021 | For the First Time         |
| "Track X (The Guest)"  | 2021 |                            |
| "Chaos Space Marine"   | 2021 | Ants from Up There         |
| "Bread Song"           | 2021 | Ants from Up There         |
| "Concorde"             | 2021 | Ants from Up There         |
| "Besties"              | 2025 | Forever Howlong            |
| "Happy Birthday"       | 2025 | Forever Howlong            |
| "For the Cold Country" | 2025 | Forever Howlong            |